# Reprezentacja Indii na Mistrzostwach Świata w Narciarstwie Alpejskim 2011
Reprezentacja Indii na Mistrzostwach Świata w Narciarstwie Alpejskim 2011 w Garmisch-Partenkirchen liczyła jednego zawodnika, który wystartował w dwóch konkurencjach mężczyzn – w slalomie i slalomie gigancie.

## Medale

### Złote medale
- brak

### Srebrne medale
- brak

### Brązowe medale
- brak

## Wyniki

### Mężczyźni
Slalom gigant
- Rajat Thakur – 125. miejsce (łączny czas 2 przejazdów: 3:05.14)

Slalom
- Rajat Thakur – nie ukończył pierwszego przejazdu w kwalifikacjach